# 石川昌浩
石川 昌浩（いしかわ まさひろ、1975年 - ）は、日本のガラス工芸作家。

## 経歴
東京都小金井市生まれ。千葉県育ち。倉敷芸術科学大学の1期生として入学し、2年次に倉敷ガラスの第一人者で教授を務めていた小谷眞三に出会い師事した。1999年、倉敷芸術科学大学ガラス工芸コース卒業。
岡山県都窪郡清音村（現・総社市）に共同制作窯を築炉しガラス制作をスタートさせる。2003年、共同制作窯を解散し、石川硝子工藝舎を立ち上げた。2004年から2008年まで倉敷芸術科学大学専門学校にて非常勤講師を務めた。2008年に工房、本宅を早島町に移転した。
2009年、国画会会友に推挙。日本民藝館展奨励賞受賞。2010年、国画会工芸部新人賞受賞。2011年、国画会国展工芸部会友賞受賞国画会準会員に推挙。2021年、日本民藝館展で最高賞の日本民藝館賞を岡山県の作家で初めて受賞した。この受賞を受けて、2022年に岡山芸術文化賞の最高賞となるグランプリを受賞した。2024年、日本民藝館展審査員に就任。

## 人物
地元新聞では「人気吹きガラス作家」と紹介されている。

## 社会貢献
自身が発起人となり、2011年に「手の長いおじさんプロジェクト」を立ち上げた。児童養護施設や里親の元を巣立つ若者にプロのガラス作家や陶芸家が手作りの食器や陶器をプレゼントするイベントを開催している。災害時にはその都度協力を募り、地震や豪雨の被災地にも届けられた。